# Supercopa de Japón 2012
La Supercopa de Japón 2012, también conocida como Supercopa Fuji Xerox 2012 (en inglés: Fuji Xerox Super Cup 2012) por motivos de patrocinio, fue la 19.ª edición de este torneo.
Fue disputada entre Kashiwa Reysol, como campeón de la J. League Division 1 2011, y F.C. Tokyo, como ganador de la Copa del Emperador 2011. El partido se jugó el 3 de marzo de 2012 en el Estadio Nacional de la ciudad de Tokio.

## Participantes
| Bandera de Prefectura de Chiba | Kashiwa Reysol | Campeón de la J. League Division 1 (2011) |
| Bandera de Tokio               | F.C. Tokyo     | Campeón de la Copa del Emperador (2011)   |

## Partido
| 3 de marzo de 2012, 13:36 (UTC+9) | Kashiwa Reysol                                  | 2:1 (2:0) | F.C. Tokyo   | Estadio Nacional, Tokio                                      |                                                              |
|                                   | Jorge Wágner 26' · Leandro Domingues 43' (pen.) | Reporte   | Hasegawa 65' | Asistencia: 35 453 espectadores Árbitro(s): Yūichi Nishimura | Asistencia: 35 453 espectadores Árbitro(s): Yūichi Nishimura |

### Detalles
| 21         | Guardameta     | Takanori Sugeno   |     |
| 4          | Defensa        | Hiroki Sakai      |     |
| 5          | Defensa        | Tatsuya Masushima |     |
| 3          | Defensa        | Naoya Kondō       |     |
| 22         | Defensa        | Wataru Hashimoto  |     |
| 10         | Centrocampista | Leandro Domingues |     |
| 20         | Centrocampista | Akimi Barada      |     |
| 7          | Centrocampista | Hidekazu Ōtani    | 82' |
| 15         | Centrocampista | Jorge Wágner      |     |
| 18         | Delantero      | Jun'ya Tanaka     | 70' |
| 9          | Delantero      | Hideaki Kitajima  | 70' |
| Entrenador | Entrenador     | Nelsinho Baptista |     |

| 1          | Guardameta     | Hitoshi Shiota      |     |
| 33         | Defensa        | Kenta Mukuhara      |     |
| 2          | Defensa        | Yūhei Tokunaga      |     |
| 3          | Defensa        | Masato Morishige    |     |
| 6          | Defensa        | Kōsuke Ōta          |     |
| 4          | Centrocampista | Hideto Takahashi    | 85' |
| 10         | Centrocampista | Yōhei Kajiyama      |     |
| 18         | Centrocampista | Naohiro Ishikawa    | 58' |
| 8          | Centrocampista | Ariajasuru Hasegawa |     |
| 39         | Centrocampista | Tatsuya Yazawa      | 73' |
| 49         | Delantero      | Lucas               |     |
| Entrenador | Entrenador     | Ranko Popović       |     |

| 25 | Delantero      | Ricardo Lobo   | 70' |
| 8  | Centrocampista | Masakatsu Sawa | 70' |
| 17 | Defensa        | An Yong-Hak    | 82' |

| 11 | Delantero      | Kazuma Watanabe | 58' |
| 22 | Centrocampista | Naotake Hanyū   | 73' |
| 17 | Centrocampista | Hiroki Kawano   | 85' |

| Anotado         | 26' | Jorge Wágner      | 1-0 |
| Anotado · Penal | 43' | Leandro Domingues | 2-0 |

| Anotado | 65' | Ariajasuru Hasegawa | 2-1 |

| Amonestado | 39' | Akimi Barada |

| Amonestado | 50' | Tatsuya Yazawa |

| Árbitro             | Yūichi Nishimura |
| Árbitros asistentes | Toshiyuki Nagi   |
| Árbitros asistentes | Akane Yagi       |
| Cuarto árbitro      | Hiroyuki Kimura  |

| 21         | Guardameta     | Takanori Sugeno   |     |
| 4          | Defensa        | Hiroki Sakai      |     |
| 5          | Defensa        | Tatsuya Masushima |     |
| 3          | Defensa        | Naoya Kondō       |     |
| 22         | Defensa        | Wataru Hashimoto  |     |
| 10         | Centrocampista | Leandro Domingues |     |
| 20         | Centrocampista | Akimi Barada      |     |
| 7          | Centrocampista | Hidekazu Ōtani    | 82' |
| 15         | Centrocampista | Jorge Wágner      |     |
| 18         | Delantero      | Jun'ya Tanaka     | 70' |
| 9          | Delantero      | Hideaki Kitajima  | 70' |
| Entrenador | Entrenador     | Nelsinho Baptista |     |

| 1          | Guardameta     | Hitoshi Shiota      |     |
| 33         | Defensa        | Kenta Mukuhara      |     |
| 2          | Defensa        | Yūhei Tokunaga      |     |
| 3          | Defensa        | Masato Morishige    |     |
| 6          | Defensa        | Kōsuke Ōta          |     |
| 4          | Centrocampista | Hideto Takahashi    | 85' |
| 10         | Centrocampista | Yōhei Kajiyama      |     |
| 18         | Centrocampista | Naohiro Ishikawa    | 58' |
| 8          | Centrocampista | Ariajasuru Hasegawa |     |
| 39         | Centrocampista | Tatsuya Yazawa      | 73' |
| 49         | Delantero      | Lucas               |     |
| Entrenador | Entrenador     | Ranko Popović       |     |

| 25 | Delantero      | Ricardo Lobo   | 70' |
| 8  | Centrocampista | Masakatsu Sawa | 70' |
| 17 | Defensa        | An Yong-Hak    | 82' |

| 11 | Delantero      | Kazuma Watanabe | 58' |
| 22 | Centrocampista | Naotake Hanyū   | 73' |
| 17 | Centrocampista | Hiroki Kawano   | 85' |

| Anotado         | 26' | Jorge Wágner      | 1-0 |
| Anotado · Penal | 43' | Leandro Domingues | 2-0 |

| Anotado | 65' | Ariajasuru Hasegawa | 2-1 |

| Amonestado | 39' | Akimi Barada |

| Amonestado | 50' | Tatsuya Yazawa |

| Árbitro             | Yūichi Nishimura |
| Árbitros asistentes | Toshiyuki Nagi   |
| Árbitros asistentes | Akane Yagi       |
| Cuarto árbitro      | Hiroyuki Kimura  |

|                                    |
| Bandera de Prefectura de Chiba     |
| Campeón Kashiwa Reysol 1.er título |